# روني بيروبيراي
روني بيروبيراي (بالإندونيسية: Roni Beroperay)‏ (25 فبراير 1992 في إندونيسيا - ) هو لاعب كرة قدم إندونيسي في مركز الظهير. شارك مع منتخب إندونيسيا تحت 23 سنة لكرة القدم. أما مع النوادي، فقد لعب مع برسيبورا جايابورا وPersiram Raja Ampat ‏.

## روابط خارجية
- روني بيروبيراي على موقع Soccerway.com (الإنجليزية)